# Ambasiopsis tumicornis
Ambasiopsis tumicornis är en kräftdjursart. Ambasiopsis tumicornis ingår i släktet Ambasiopsis och familjen Lysianassidae. Inga underarter finns listade i Catalogue of Life.